# Гольц, Фридрих
Фридрих Леопольд Гольц (нем. Friedrich Leopold Goltz; 14 августа 1834, Позен — 4 мая 1902, Страсбург) — немецкий физиолог. Племянник писателя Богумила Гольца.

## Биография
Фридрих Леопольд Гольц родился 14 августа 1834 года в Позене. Учился в Кёнигсберге, в 1858 году защитил диссертацию «De spatii sensu cutis». С 1861 года работал там же, с 1865 года — профессор.
В 1869 году опубликовал первую книгу «К изучению нервных центров у лягушек» (нем. Beiträge zur Lehre von den Funktionen des Nervensystems des Frosches). 
С 1870 года занимал должность профессора физиологии в Халле, с 1872 года и до выхода на пенсию в 1901 году — в Страсбурге.
Гольц известен, в первую очередь, своими исследованиями работы мозга — в частности, монографией «Функции головного мозга» (нем. Verrichtungen des Großhirns; 1881). Он впервые удалил у собаки одно полушарие мозга, показав, что после этого животное способно выжить и более или менее сохранить основной набор функций жизнедеятельности. В 1883 году опубликовал памфлет «Wider die Humanaster», отстаивающий необходимость и моральную оправданность вивисекции.
Фридрих Леопольд Гольц умер 4 мая 1902 года в городе Страсбурге.